# Mouloudia Club de Saïda (handball)
La section de handball du Mouloudia Club de Saïda est un club algérien de handball basé à Saïda.

## Histoire
Le MCS fondé en 1958 par monsieur Antoine MEREA est le doyen des clubs algériens.
La mouloudia saidèene était créée au lycée mouloud FERRAOUN (anciennement Albert CAMUS)

## Palmarès
- Championnat d'Algérie (2)
  - Champion : 1965 et 1967.

- Coupe d'Algérie (1)
  - Vainqueur : 2016.
  - Finaliste : 2007 et 1967.

- Coupe d'Afrique des vainqueurs de coupe 
  - Finaliste : 2008.

## Parcours
Le classement en championnat d'Algérie par saison est :
- 1962-63 : ?
- 1963-64 : ?
- 1964-65 : Champion
  - Effectif[2] : MC Saïda : Bettahar, Bessif, Zitouni, Bendjelloul, Soufi, Rekrak, Valentin, Meria, Hausberg, Tahi, Tab, Boukhobza, Crach.
- 1965-66 : ?
- 1966-67 : Champion
  - Effectif[2] : Tab, Rahis, Ambert, Soufi, Zitouni, Rahai, Kiour, Meddah, Khaldoun, Crach, Boukhobza.
- 1967 à 1986 : ?
- 1986-87 : D1, 7e à 10e/14
- 1987-88 : D1, Niveau 2, classement inconnu
- 1988-89 : ?
- 1989-90 : ?
- 1990-91 : D1
  - première phase, 11e/12
  - deuxième phase, Niveau 2, classement inconnu
- 1991-92 : D1, classement inconnu
- 1992-93 à 1997-98 :  ?
- 1998-99 : D1
  - première phase, groupe 4 : classement inconnu
  - deuxième phase : classement inconnu
- 1999-00 à 2005-06 : ?
- 2006-07 : Excellence A, Finaliste
- 2007-08 à 2010-11 : ?
- 2011-12 : boycott
- 2012-13 à 2016-17 : ?
- 2017-18 : Excellence A
  - Phase de groupes : 5e/8 du groupe B
- 2018-19 : Excellence A
  - Phase de groupes : 6e/8 du groupe B
  - Play-Down : 3e/8
- 2019-20 : Excellence A
  - Phase de groupes : 6e/8 du groupe A
  - Play-Down : non disputée à cause du Covid-19
- 2020-21 : non disputé à cause du Covid-19
- 2021-22 : Excellence A
  - Phase de groupes : 3e/6 du groupe B
- 2022-23 : Excellence A
  - Phase de groupes : 6e/9 du groupe C
  - Poule de classement 13-21 : classement inconnu
- 2023-24 : Excellence A
  - Phase de groupes : 8e/12 du groupe A
- 2024-25 : Excellence A
  - Phase de groupes :9e/9 du groupe A